# Grand Prix Francie 1987
Grand Prix Francie 1987 (oficiálně 73e Grand Prix de France) se jela na okruhu Circuit Paul-Ricard v Le Castellet, Var ve Francii dne 5. července 1987. Závod byl šestým v pořadí v sezóně 1987 šampionátu Formule 1.

## Kvalifikace
| Poř.   | No. | Jezdec             | Konstruktér            | Časy v kvalifikaci | Časy v kvalifikaci | Ztráta | Pořadí na startu |
| Poř.   | No. | Jezdec             | Konstruktér            | Q1                 | Q2                 | Ztráta | Pořadí na startu |
| ------ | --- | ------------------ | ---------------------- | ------------------ | ------------------ | ------ | ---------------- |
| 1      | 5   | Nigel Mansell      | Williams-Honda         | 1:06.454           | 1:06.705           | —      | 1                |
| 2      | 1   | Alain Prost        | McLaren-TAG            | 1:06.877           | 1:07.843           | +0.423 | 2                |
| 3      | 12  | Ayrton Senna       | Lotus-Honda            | 1:07.303           | 1:07.024           | +0.570 | 3                |
| 4      | 6   | Nelson Piquet      | Williams-Honda         | 1:07.270           | 1:07.140           | +0.686 | 4                |
| 5      | 20  | Thierry Boutsen    | Benetton-Ford          | 1:08.077           | 1:08.176           | +1.623 | 5                |
| 6      | 28  | Gerhard Berger     | Ferrari                | 1:08.198           | 1:08.335           | +1.744 | 6                |
| 7      | 19  | Teo Fabi           | Benetton-Ford          | 1:08.293           | 1:11.815           | +1.839 | 7                |
| 8      | 27  | Michele Alboreto   | Ferrari                | 1:08.390           | 1:08.916           | +1.936 | 8                |
| 9      | 2   | Stefan Johansson   | McLaren-TAG            | 1:08.577           | 1:09.095           | +2.123 | 9                |
| 10     | 17  | Derek Warwick      | Arrows-Megatron        | 1:09.256           | 1:08.800           | +2.346 | 10               |
| 11     | 8   | Andrea de Cesaris  | Brabham-BMW            | 1:09.499           | 1:08.949           | +2.495 | 11               |
| 12     | 7   | Riccardo Patrese   | Brabham-BMW            | 1:09.458           | 1:08.993           | +2.539 | 12               |
| 13     | 25  | René Arnoux        | Ligier-Megatron        | 1:09.430           | 1:09.970           | +2.976 | 13               |
| 14     | 18  | Eddie Cheever      | Arrows-Megatron        | 1:09.828           | 1:09.869           | +3.374 | 14               |
| 15     | 24  | Alessandro Nannini | Minardi-Motori Moderni | 1:10.388           | 1:09.868           | +3.414 | 15               |
| 16     | 11  | Satoru Nakadžima   | Lotus-Honda            | 1:12.268           | 1:10.652           | +4.198 | 16               |
| 17     | 26  | Piercarlo Ghinzani | Ligier-Megatron        | 1:10.798           | 1:10.900           | +4.344 | 17               |
| 18     | 9   | Martin Brundle     | Zakspeed               | 1:11.451           | 1:11.170           | +4.716 | 18               |
| 19     | 10  | Christian Danner   | Zakspeed               | 1:11.456           | 1:11.389           | +4.935 | 19               |
| 20     | 21  | Alex Caffi         | Osella-Alfa Romeo      | 1:12.167           | 1:12.555           | +5.713 | 20               |
| 21     | 23  | Adrián Campos      | Minardi-Motori Moderni | 1:13.145           | 1:12.551           | +6.097 | 21               |
| 22     | 16  | Ivan Capelli       | March-Ford             | 1:13.204           | 1:12.654           | +6.200 | 22               |
| 23     | 30  | Philippe Alliot    | Lola-Ford              | 1:13.026           | 1:14.422           | +6.572 | 23               |
| 24     | 3   | Jonathan Palmer    | Tyrrell-Ford           | 1:13.443           | 1:13.474           | +6.989 | 24               |
| 25     | 4   | Philippe Streiff   | Tyrrell-Ford           | 1:13.553           | 1:13.525           | +7.071 | 25               |
| 26     | 14  | Pascal Fabre       | AGS-Ford               | 1:14.699           | 1:14.787           | +8.245 | 26               |
| Zdroj: |     |                    |                        |                    |                    |        |                  |

## Závod
| Poř.   | No. | Jezdec             | Konstruktér            | Počet kol | Čas/Odstoupení | Pořadí na startu | Body |
| ------ | --- | ------------------ | ---------------------- | --------- | -------------- | ---------------- | ---- |
| 1      | 5   | Nigel Mansell      | Williams-Honda         | 80        | 1:37:03.839    | 1                | 9    |
| 2      | 6   | Nelson Piquet      | Williams-Honda         | 80        | + 7.711        | 4                | 6    |
| 3      | 1   | Alain Prost        | McLaren-TAG            | 80        | + 55.255       | 2                | 4    |
| 4      | 12  | Ayrton Senna       | Lotus-Honda            | 79        | + 1 kolo       | 3                | 3    |
| 5      | 19  | Teo Fabi           | Benetton-Ford          | 77        | + 3 kola       | 7                | 2    |
| 6 (1)  | 4   | Philippe Streiff   | Tyrrell-Ford           | 76        | + 4 kola       | 25               | 1    |
| 7 (2)  | 3   | Jonathan Palmer    | Tyrrell-Ford           | 76        | + 4 kola       | 24               |      |
| 8      | 2   | Stefan Johansson   | McLaren-TAG            | 74        | + 6 kol        | 9                |      |
| 9 (3)  | 14  | Pascal Fabre       | AGS-Ford               | 74        | + 6 kol        | 26               |      |
| Ret    | 28  | Gerhard Berger     | Ferrari                | 71        | Zavěšení       | 6                |      |
| NC     | 11  | Satoru Nakadžima   | Lotus-Honda            | 71        | + 9 kol        | 16               |      |
| Ret    | 27  | Michele Alboreto   | Ferrari                | 64        | Motor          | 8                |      |
| Ret    | 17  | Derek Warwick      | Arrows-Megatron        | 62        | Turbo          | 10               |      |
| Ret    | 30  | Philippe Alliot    | Lola-Ford              | 57        | Převodovka     | 23               |      |
| Ret    | 16  | Ivan Capelli       | March-Ford             | 52        | Motor          | 22               |      |
| Ret    | 23  | Adrián Campos      | Minardi-Motori Moderni | 52        | Turbo          | 21               |      |
| Ret    | 25  | René Arnoux        | Ligier-Megatron        | 33        | Výfuk          | 13               |      |
| Ret    | 20  | Thierry Boutsen    | Benetton-Ford          | 31        | Motor          | 5                |      |
| Ret    | 10  | Christian Danner   | Zakspeed               | 26        | Přehřátí       | 19               |      |
| Ret    | 26  | Piercarlo Ghinzani | Ligier-Megatron        | 24        | Motor          | 17               |      |
| Ret    | 24  | Alessandro Nannini | Minardi-Motori Moderni | 23        | Turbo          | 15               |      |
| Ret    | 7   | Riccardo Patrese   | Brabham-BMW            | 19        | Diferenciál    | 12               |      |
| Ret    | 9   | Martin Brundle     | Zakspeed               | 18        | Kolo           | 18               |      |
| Ret    | 21  | Alex Caffi         | Osella-Alfa Romeo      | 11        | Motor          | 20               |      |
| Ret    | 8   | Andrea de Cesaris  | Brabham-BMW            | 2         | Turbo          | 11               |      |
| Ret    | 18  | Eddie Cheever      | Arrows-Megatron        | 0         | Elektronika    | 14               |      |
| Zdroj: |     |                    |                        |           |                |                  |      |

## Průběžné pořadí po závodě
Pohár jezdců
| Pořadí | Jezdec           | Body |
| ------ | ---------------- | ---- |
| 1      | Ayrton Senna     | 27   |
| 2      | Alain Prost      | 26   |
| 3      | Nelson Piquet    | 24   |
| 4      | Nigel Mansell    | 21   |
| 5      | Stefan Johansson | 13   |
| Zdroj: |                  |      |

Pohár konstruktérů
| Pořadí | Konstruktér    | Body |
| ------ | -------------- | ---- |
| 1      | Williams-Honda | 45   |
| 2      | McLaren-TAG    | 39   |
| 3      | Lotus-Honda    | 30   |
| 4      | Ferrari        | 17   |
| 5      | Brabham-BMW    | 4    |
| Zdroj: |                |      |

Pořadí Jim Clark Trophy
| Pořadí | Jezdec           | Body |
| ------ | ---------------- | ---- |
| 1      | Jonathan Palmer  | 33   |
| 2      | Philippe Streiff | 30   |
| 3      | Pascal Fabre     | 26   |
| 4      | Philippe Alliot  | 15   |
| 5      | Ivan Capelli     | 6    |

Pořadí Colin Chapman Trophy
| Pořadí | Konstruktér  | Body |
| ------ | ------------ | ---- |
| 1      | Tyrrell-Ford | 63   |
| 2      | AGS-Ford     | 26   |
| 3      | Lola-Ford    | 15   |
| 4      | March-Ford   | 6    |